# Delbarton
Delbarton és una població dels Estats Units a l'estat de Virgínia de l'Oest. Segons el cens del 2000 tenia 474 habitants.

## Demografia
Segons el cens del 2000, Delbarton tenia 474 habitants, 190 habitatges, i 125 famílies. La densitat de població era de 92,4 habitants per km².
Dels 190 habitatges en un 35,8% hi vivien nens de menys de 18 anys, en un 44,7% hi vivien parelles casades, en un 14,7% dones solteres, i en un 33,7% no eren unitats familiars. En el 31,6% dels habitatges hi vivien persones soles el 15,3% de les quals corresponia a persones de 65 anys o més que vivien soles. El nombre mitjà de persones vivint en cada habitatge era de 2,49 i el nombre mitjà de persones que vivien en cada família era de 3,17.
Per edats la població es repartia de la següent manera: un 26,2% tenia menys de 18 anys, un 11,6% entre 18 i 24, un 26,8% entre 25 i 44, un 21,5% de 45 a 60 i un 13,9% 65 anys o més.
L'edat mediana era de 36 anys. Per cada 100 dones de 18 o més anys hi havia 93,4 homes.
La renda mediana per habitatge era de 21.875 $ i la renda mediana per família de 26.625 $. Els homes tenien una renda mediana de 28.750 $ mentre que les dones 20.250 $. La renda per capita de la població era d'11.237 $. Entorn del 30,1% de les famílies i el 34,3% de la població estaven per davall del llindar de pobresa.

## Poblacions més properes
El següent diagrama mostra les poblacions més properes.